# 前192年
| 千纪： | 前1千纪 |
| 世纪： | 前3世纪 \| 前2世纪 \| 前1世纪                                                                                         |
| 年代： | 前220年代 \| 前210年代 \| 前200年代 \| 前190年代 \| 前180年代 \| 前170年代 \| 前160年代                               |
| 年份： | 前197年 \| 前196年 \| 前195年 \| 前194年 \| 前193年 \| 前192年 \| 前191年 \| 前190年 \| 前189年 \| 前188年 \| 前187年 |
| 纪年： | 西汉汉惠帝三年 |

## 大事记
- 安條克三世橫過愛琴海並在色薩利的德米特裡阿斯登陸，來支援埃托利亞同盟對羅馬共和國的戰事，爆發羅馬-敘利亞戰爭（前192年—前188年）
- 孝惠四年冬十月（前192年），立宣平侯張敖之女張氏為皇后，時張氏僅13歲。

## 出生
- 董仲舒

## 逝世
- 項伯，楚國名將項燕之子，項梁之弟。
- 無諸，閩越王。